# Nationales Aktionsforum Diabetes mellitus
Das Nationale Aktionsforum Diabetes mellitus, kurz NAFDM, ist ein 2004 gegründeter überregionaler Kooperationsverbund im Bereich der Diabetologie und angrenzender Fachgebiete mit der Rechtsform einer gemeinnützigen GmbH. Das NAFDM wird von der Deutschen Diabetes-Union koordiniert und durch das Bundesministerium für Gesundheit und die Aventis Foundation finanziell gefördert.
In diesem Verbund finden sich Vertreter aus zahlreichen Schlüsselorganen und -organisationen, zum Beispiel aus Ministerien, Krankenversicherungen, wissenschaftlichen Instituten und berufspolitischen Gesellschaften, den Selbsthilfegruppen sowie aus den ärztlichen Standesorganisationen, den nichtärztlichen Berater- und Behandlerorganisationen, politischen Parteien, der Industrie und den Medien zusammen. 
Die Organisationsstruktur gliedert sich in eine Koordinierungseinheit (Geschäftsstelle in München) sowie die drei Projektgruppen Prävention (München/Dresden), Versorgung (Düsseldorf) und Forschung (Tübingen/Nuthetal).

## Ziele
Ziele des NAFDM sind, im Rahmen präventiver Maßnahmen den befürchteten Zuwachs an Neuerkrankungen zu stoppen, die Versorgung bereits Betroffener unter wirtschaftlichen Aspekten zu verbessern sowie die Forschung (experimentelle, klinische und Versorgungs-Forschung) auf dem Gebiet der Stoffwechselerkrankungen, insbesondere des Metabolischen Syndroms und des Typ 1 Diabetes zu unterstützen und zu vernetzen.

## Aktivitäten
Die Aktivitäten orientieren sich an dem Prozess gesundheitsziele.de. Hier wurden in der Arbeitsgemeinschaft 4 die wichtigsten Gesundheitsziele für das Themenfeld Diabetes mellitus definiert.
Bisher vom NAFDM angestoßene Aktivitäten sind unter anderem:
- Die Erarbeitung eines Nationalen Aktionsplans Diabetes mellitus im Auftrag des Bundesministeriums für Gesundheit.
- Die Unterstützung und Förderung der Erstellung, Aktualisierung und Implementierung der Diabetes-Leitlinien der Deutschen Diabetes-Gesellschaft
- Vergabe eines Gütesiegels durch ein anerkanntes Gutachterverfahren.
- Aufbau einer Projekt-Datenbank, um die in Deutschland gegenwärtig laufenden oder geplanten Projekte und Maßnahmen im Bereich Diabetes mellitus zu erfassen und damit einen Überblick über Aktivitäten, Akteure und deren Arbeitsergebnisse zu ermöglichen.
- Publikation eines „Leitfadens Prävention Diabetes mellitus Typ 2“, der Anbietern von Präventionsmaßnahmen Hilfestellungen für die Entwicklung von Präventionsprogrammen und deren praktische Umsetzung geben soll.
- Entwicklung und Implementierung eines „Nationalen Präventions-Management-Konzepts Diabetes mellitus Typ 2“ in Kooperation mit der Deutschen Diabetes-Stiftung und der Arbeitsgemeinschaft „Prävention des Diabetes mellitus Typ 2“ der Deutschen Diabetes-Gesellschaft.
- Verbesserung der Versorgung von Menschen mit Diabetes, um den Diabetes in seinen vielschichtigen, schwerwiegenden Komplikationen früh(er) zu erkennen und unter streng wirtschaftlichen Aspekten die bestmögliche Versorgung und Betreuung zu gewährleisten, bzw. zu schaffen.
- Fragebogenaktion „Was weißt Du über Diabetes?“ um den aktuellen Informationsstand der Bevölkerung in Deutschland über Typ-2-Diabetes mellitus aufzuzeigen.
- Forschungsförderung im Bereich Diabetes-Risikoprädiktion, Gestationsdiabetes und Biomarkern.